# Subtegulum

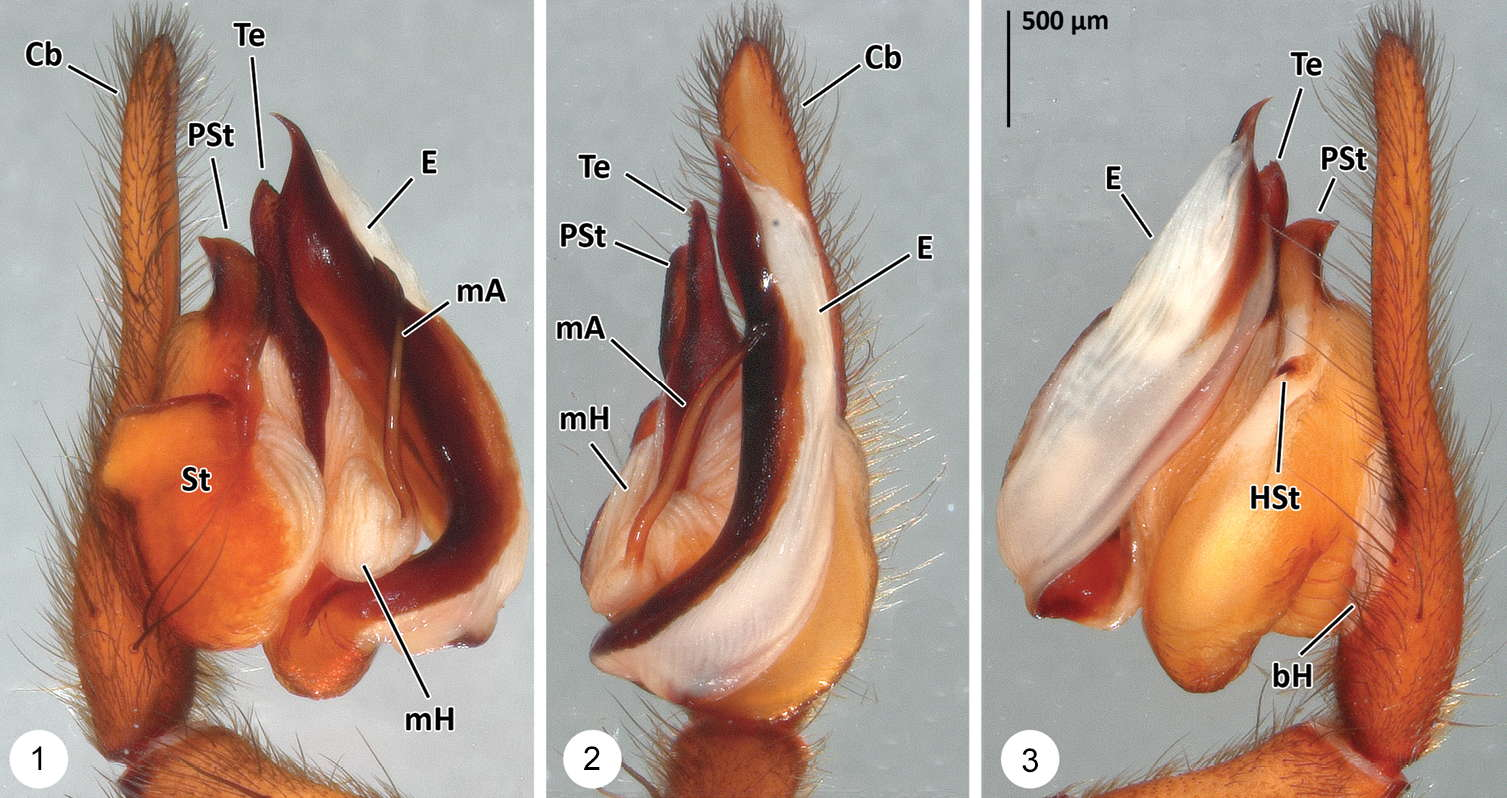
Aparat kopulacyjny samca Thaida chepu; subtegulum oznaczone St

Subtegulum – element męskich narządów rozrodczych niektórych pająków.
Subtegulum umieszczone jest na bulbusie nogogłaszczków samców, gdzie stanowi główny element zesklerotyzowany pierwszej grupy sklerytów. Położone jest pod tegulum lub przesunięte ku dośrodkowej krawędzi cymbium.
Zadaniem subtegulum jest ochrona elastycznych woreczków (haematodocha) wewnątrz bulbusa. Od drugiej grupy sklerytów dzieli go środkowy z nich (haematodocha medialis).